# Carlia diguliensis
Espèce
Synonymes
- Lygosoma fuscum diguliensis Kopstein, 1926

Statut de conservation UICN

 LC  : Préoccupation mineure
Carlia diguliensis est une espèce de sauriens de la famille des Scincidae.

## Répartition
Cette espèce est endémique d'Indonésie. Elle se rencontre dans le bassin de la Digul dans la province indonésienne de Papouasie en Nouvelle-Guinée occidentale et dans les îles Aru dans les Moluques.

## Étymologie
Son nom d'espèce, composé de digul et du suffixe latin -ensis, « qui vit dans, qui habite », lui a été donné en référence au lieu de sa découverte, le fleuve Digul.

## Publication originale
- Kopstein, 1926 : Reptilien von den Molukken und den benachbarten Inseln. Zoologische Mededelingen, vol. 1, p. 71-112 (texte intégral).